# Baby LeRoy
Baby LeRoy, né Ronald Le Roy Overacker le 12 mai 1932 à Los Angeles et mort le 28 juillet 2001, est un enfant acteur américain.

## Biographie
Ronald Le Roy fait sa première apparition dans un film à l'âge de onze mois avec Maurice Chevalier. Il tourna une dizaine de films dont trois avec W. C. Fields : Tillie and Gus en 1933, The Old Fashioned Way (La Parade du rire) en 1934 et It's a Gift (Une riche affaire) en 1934. Lors du tournage de Tillie and Gus, W. C. Fields (qui affirmait ne pas aimer les enfants) verse du gin dans son biberon en profitant de l'absence de sa nourrice, et le bébé se retrouve incapable de jouer,. En 1940 dans une scène il tombe accidentellement dans l'eau, attrape froid et perd sa voix. Il est remplacé par un autre enfant acteur  Billy Lee. Baby leRoy, à la suite de cet incident, ne refera plus jamais de cinéma.
Adulte il travaille dans la marine marchande. 
Il apparait une dernière fois à la télévision américaine en 1957 dans une émission-jeu To tell the truth, une variante de la célèbre émission What's My Line?.

## Filmographie
- 1933 : Monsieur Bébé (A Bedtime Story) de Norman Taurog
- 1933 : Chanteuse de cabaret (Torch singer)
- 1933 : Tillie and Gus
- 1933 : Alice au pays des merveilles
- 1934 : Rapt d'enfant (Miss Fane's Baby Is Stolen) d'Alexander Hall
- 1934 : La Parade du rire ( The Old Fashioned Way)
- 1934 : Le Môme boule-de-gomme (The Lemon Drop Kid) de Sidney Lanfield
- 1934 : Une riche affaire (It's a Gift)
- 1935 : It's a Great Life
- 1940 : The Biscuit Eater